# グルーヴ・カヴァレージ
グルーヴ・カヴァレージ（Groove Coverage）は、ドイツのユーロトランスバンド。メンバーはアクセル・コンラート、DJ・ノーバス、メラニー・ムンク（愛称メル、リードシンガー）及びヴェレーナ・レーム（元演出担当、バックシンガー及びリードシンガー）。

## 来歴
楽曲は全世界でヒットを記録し、ドイツ国内での人気が非常に高い。また北米ではアリス・クーパーのカバー曲である『Poison』がよく知られ、ラジオでも流されている。『Love is an Angel』（シルバーによるプロデュース）、『Come With Me』（スペシャルD）及び『Ass Up!』（バラクーダ）を始め、様々な楽曲のリミックス音楽を発売している。
ドイツ国内で『Covergirl』（2002年）、『7 Years and 50 Days』（2004年）及び『21st Century』（2006年）の3作をオリジナルアルバムとして発売している。また、ベストアルバムとして『Best Of』（2005年）を発売し、カナダ国内でヒットした楽曲を集めた『Groove Coverage』（SPGミュージック）、アメリカ国内では『Groove  Coverage：Greatest Hits』をそれぞれ発売している。
アリス・クーパーの『Poison』やマイク・オールドフィールドの『Moonlight Shadow』など、様々なバンドのカバー曲やそれを独自に再構成した楽曲を発表している。アルバムの『21st Century』では、バッド・レリジョンの『21st Century Digital Boy』を『21st Century Digital Girl』として収録しているが、この曲では基本的な楽曲構成はオリジナルを維持しているものの、曲のタイトルがエポニムであることからもその違いを明らかにするために、例えば「Breast implant（豊胸手術）」や「botox injections（ボツリヌス毒素注射）」といった言葉を歌詞に含ませている。
アルバムの『21st Century』を発表する前には、以下の3つのシングルを発表している。
- 『Holy Virgin』 - エアステ・アルゲマイネ・フェアウンズィッヒェルング（EAV、オーストリア）の『Fata Morgana』（1986年）を英語バージョンでカバー
- 『On The Radio』 - ディー・プリンツェン（ドイツ）の『Mann im Mond』（1992年）
- 『21st Century Digital Girl』 - バッド・レリジョン（アメリカ）の『21st Century Digital Boy』（1990年）※上述

『Holy Virgin』が発売される前に、まだ世に出ていないはずの『On the Radio』という名の楽曲がインターネット上のファイル共有ソフトで流出し、それは複数のバージョンが確認された。しかし、流出した楽曲は後々発表されるアルバム『21st Century』に収録されている楽曲とは全くの別物であった。この事件は、ファイル共有ソフトによって不正に「本物」の楽曲が広まるのを防ぐためのある種の作戦だったのではないかと一部では言われているが、真相は不明である。また同アルバムに収録されている『Let it Be』という楽曲も、いわゆる「おとり」の楽曲がファイル共有ソフト上で確認することが出来た。
2007年8月14日、公式ウェブサイト上でニューシングルとニューアルバムが近々発売されることが公表された。さらに、ニューシングルのミュージックビデオが同10月3日に公開された。同11月23日には、ドイツ国内において最初のグレイテスト・ヒッツアルバムを発売した。その中では彼らの全ヒット曲だけでなく、『Because I Love You』などの新曲やボーナスリミックス曲などが収録された。
2008年6月9日、公式ウェブサイト上で現在ニューシングルを制作中であることが発表された。

## ディスコグラフィ

### アルバム
- Covergirl（2002年）
- 7 Years and 50 Days（2004年）
- 21st Century（2006年

### コンピレーション
- Best Of（CD+DVD）（2005年）
- Best Of Groove Coverage: The Ultimate Collection（3CD）（2005年、香港）
- Greatest Hits（2006年、アメリカ）
- Greatest Hits（2CD）（2007年）
- Poison（The Best Of Groove Coverage）（日本）

### シングル
- Hit Me（1999年）
- Are U Ready（2000年）
- Moonlight Shadow（2001年）
- God is a Girl（2002年）
- The End（2003年）
- Poison（2003年、イギリス）※後にユーロビートレーベルVIBRATIONのELISAがユーロビートverでカバーする。
- 7 Years and 50 Days（2004年）
- She（2004年）
- Runaway（2004年）
- Holy Virgin（2005年）
- On the Radio（2006年）
- 21st Century Digital Girl（2006年）
- Because I Love You（2007年）

### リミックス
- Arriba（2001年、Chupaによるプロデュース※以下同じ）
- Bring the Beat Back（2002年、DJ Valium）
- It's a Sin（2002年、X-Perience）
- Come with Me（2002年、Special D）
- Million Miles from Home（2002年、Silicon Bros）
- Spaceman Came Traveling（2003年、Seven）
- Lovesong（2003年、DJ Cosmo）
- Livin' My Life（2003年、Sylver）
- Here I Go Again（2004年、Mandaryna）
- Love Is an Angel（2004年、Sylver）
- Ass Up!（2005年、Baracuda）
- Halfway to Heaven（2006年、Melanie Flash）
- Lover on the Line（2006年、N-Euro）
- What's Up（2006年、Max Deejay vs. DJ Miko）
- La Di Da（2007年、Baracuda）
- Love Journey Deluxe（2008年、DJ Goldfinger）
- Another Story（2008年、Arnie B）
- Rumadai（2008年、Arsenium）
- Everywhere（2008年、Master Blaster）
- No More Tears（2008年、N.I.N.A）
- Vogue (2011年、浜崎あゆみ)